# Thế kỷ 10 TCN
Thế kỷ 10 TCN bắt đầu vào ngày đầu tiên của năm 1000 TCN và kết thúc vào ngày cuối cùng của năm 901 TCN.

## Sự kiện
Sự hình thành của Ấn giáo (đạo Hindu)